# Heteronyx lobatus
Heteronyx lobatus är en skalbaggsart som beskrevs av Blackburn 1888. Heteronyx lobatus ingår i släktet Heteronyx och familjen Melolonthidae. Inga underarter finns listade i Catalogue of Life.